# Wallersdorf
Wallersdorf ist ein Markt im niederbayerischen Landkreis Dingolfing-Landau.

## Geografie

### Lage
Wallersdorf liegt in der Region Landshut und am Südrand des Gäubodens.

### Gemeindegliederung
Es gibt 17 Gemeindeteile (in Klammern ist der Siedlungstyp angegeben):
- Altenbuch (Pfarrdorf)
- Ettling (Pfarrdorf)
- Ettlingermoos (Weiler)
- Haidenkofen (Dorf)
- Haidlfing (Pfarrdorf)
- Haidlfingermoos (Weiler)
- Karlshof (Weiler)
- Lindhof (Einöde)
- Mattenkofen (Dorf)
- Meisternthal (Weiler)
- Moosfürth (Kirchdorf)
- See (Dorf)
- Vierhöfen (Weiler)
- Wallersdorf (Hauptort)
- Wallersdorfermoos (Dorf)
- Westerndorf (Dorf)
- Wolfersdorf (Weiler)

Es gibt die Gemarkungen Altenbuch, Haidenkofen, Haidlfing, Wallersdorf und Ettling.

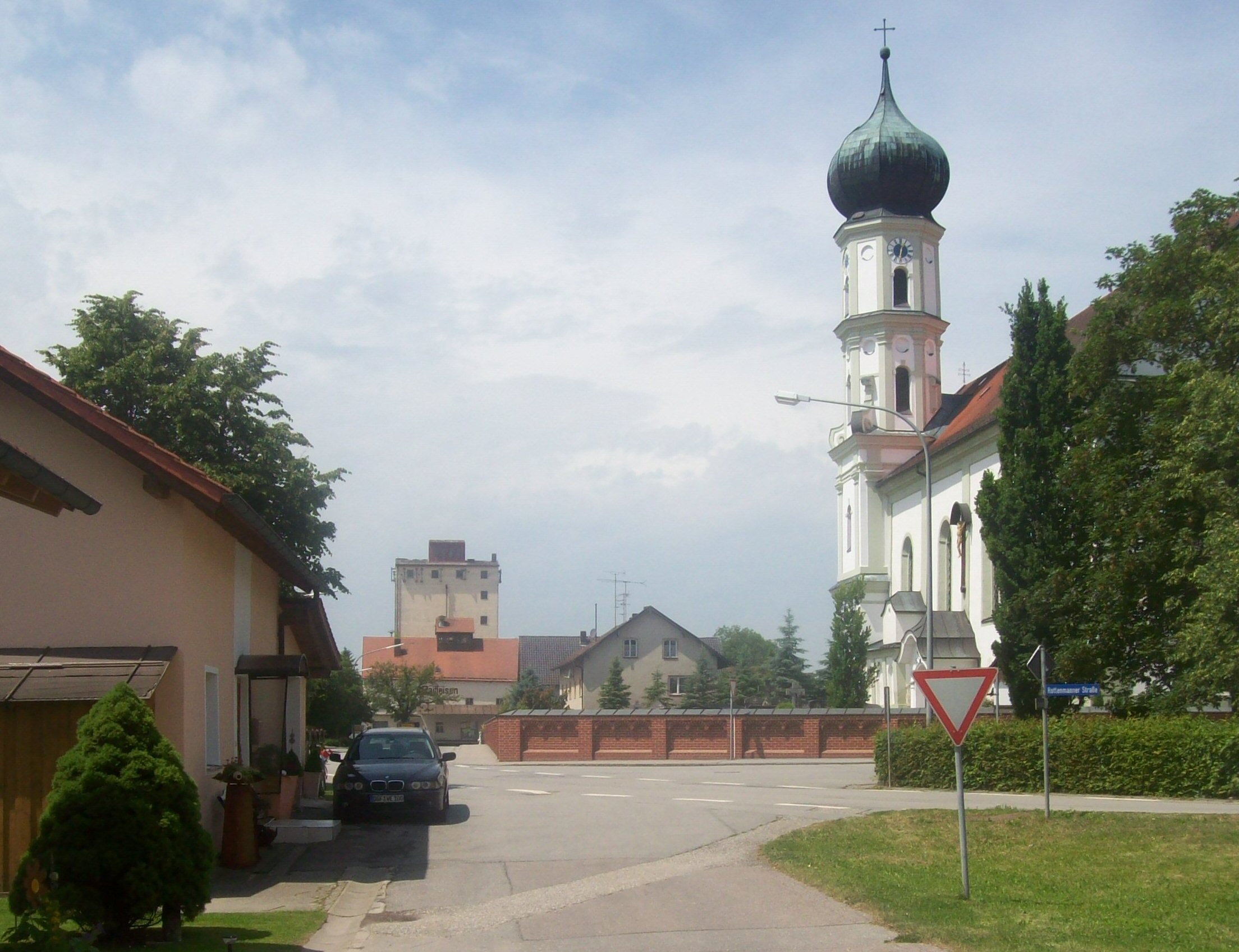
Altenbuch
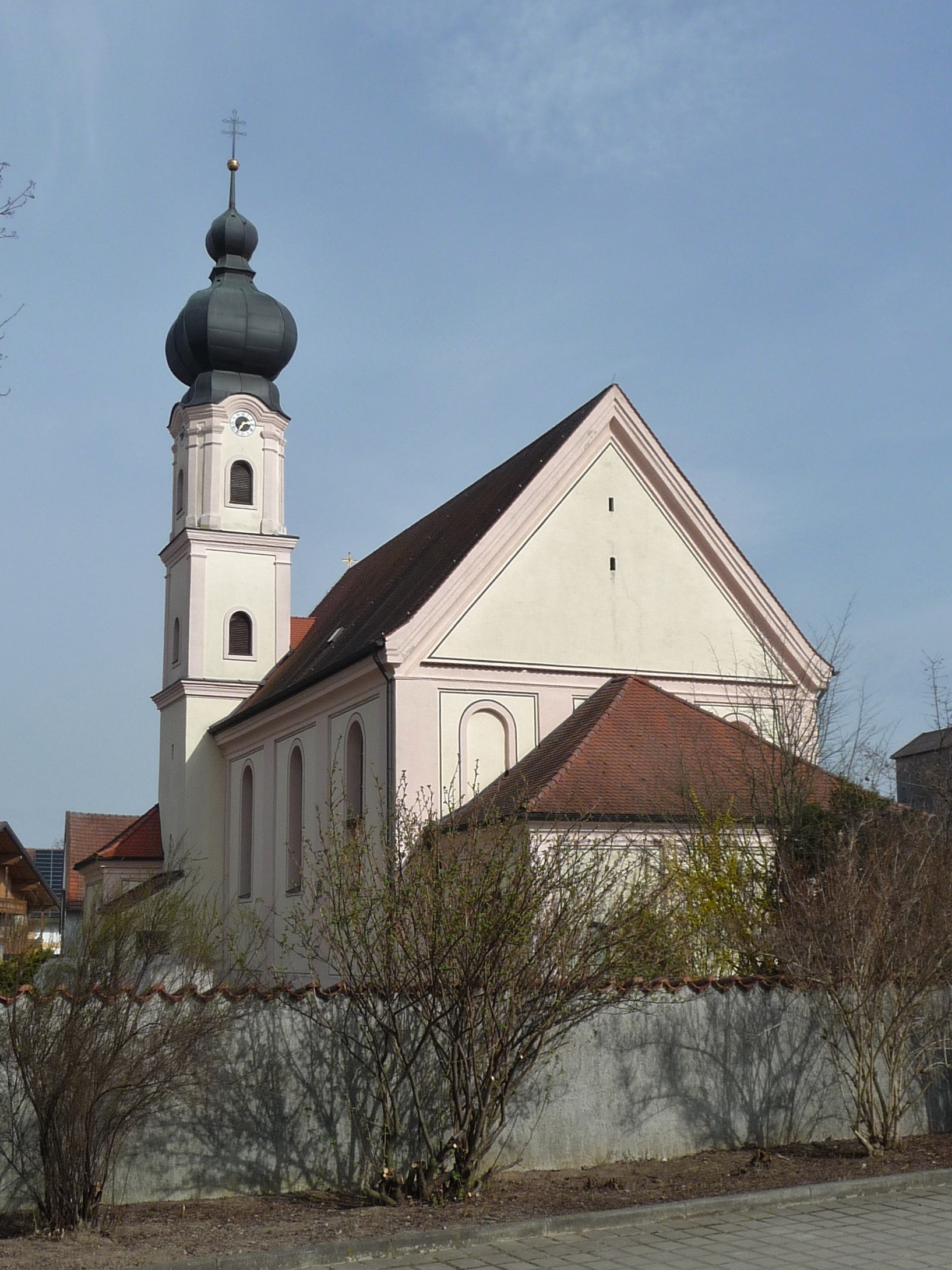
Ettling
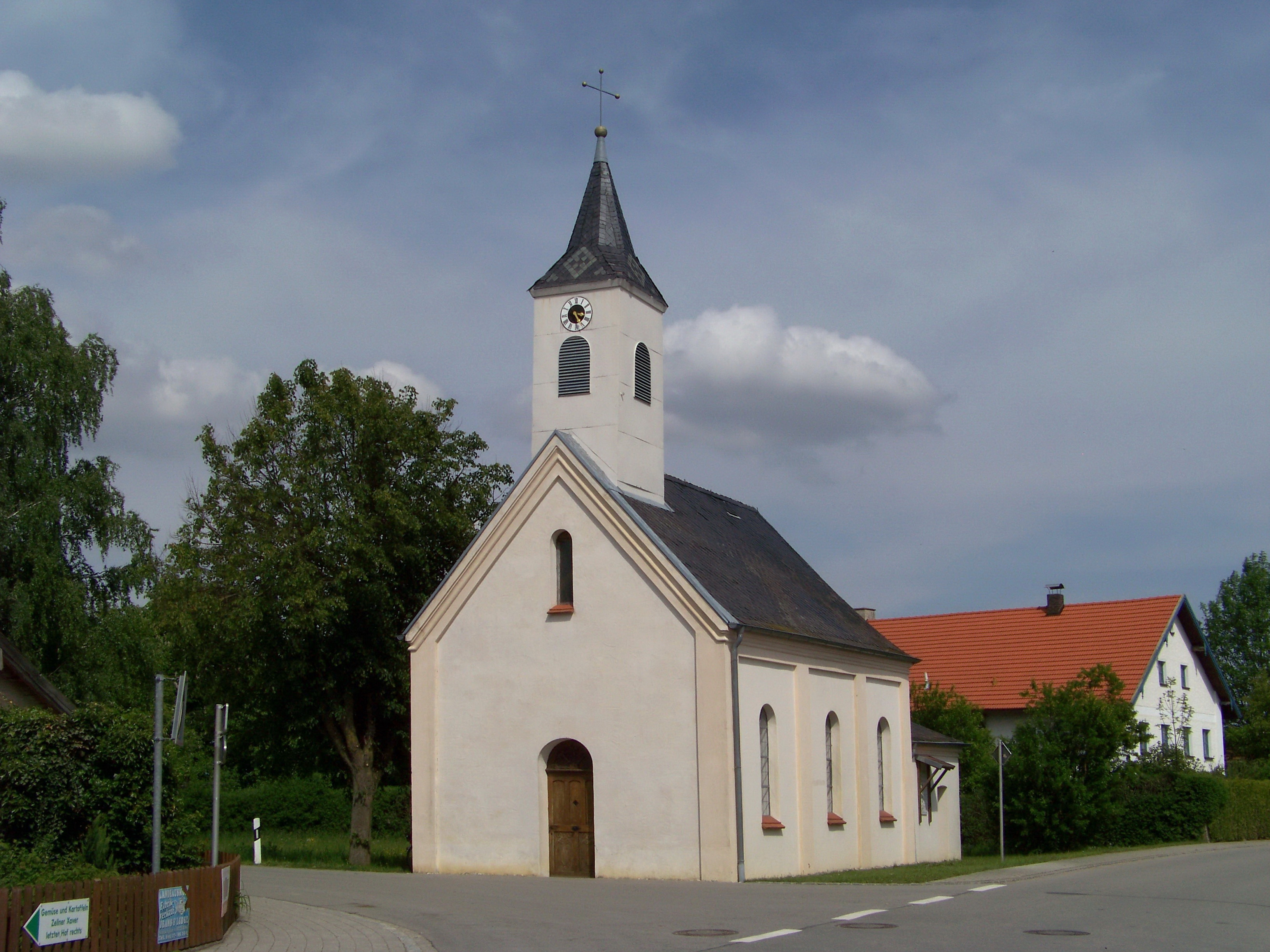
Haidenkofen
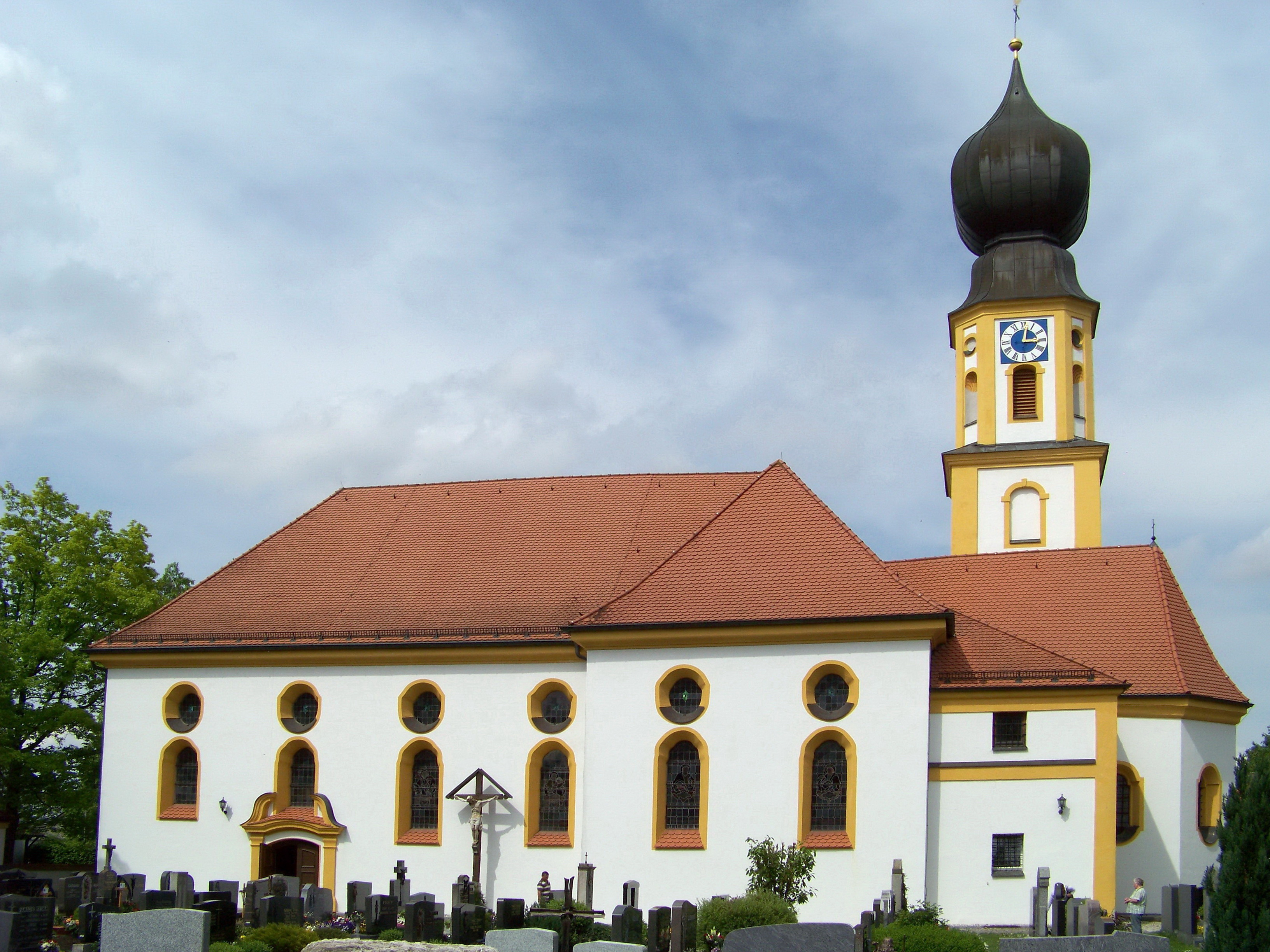
Haidlfing
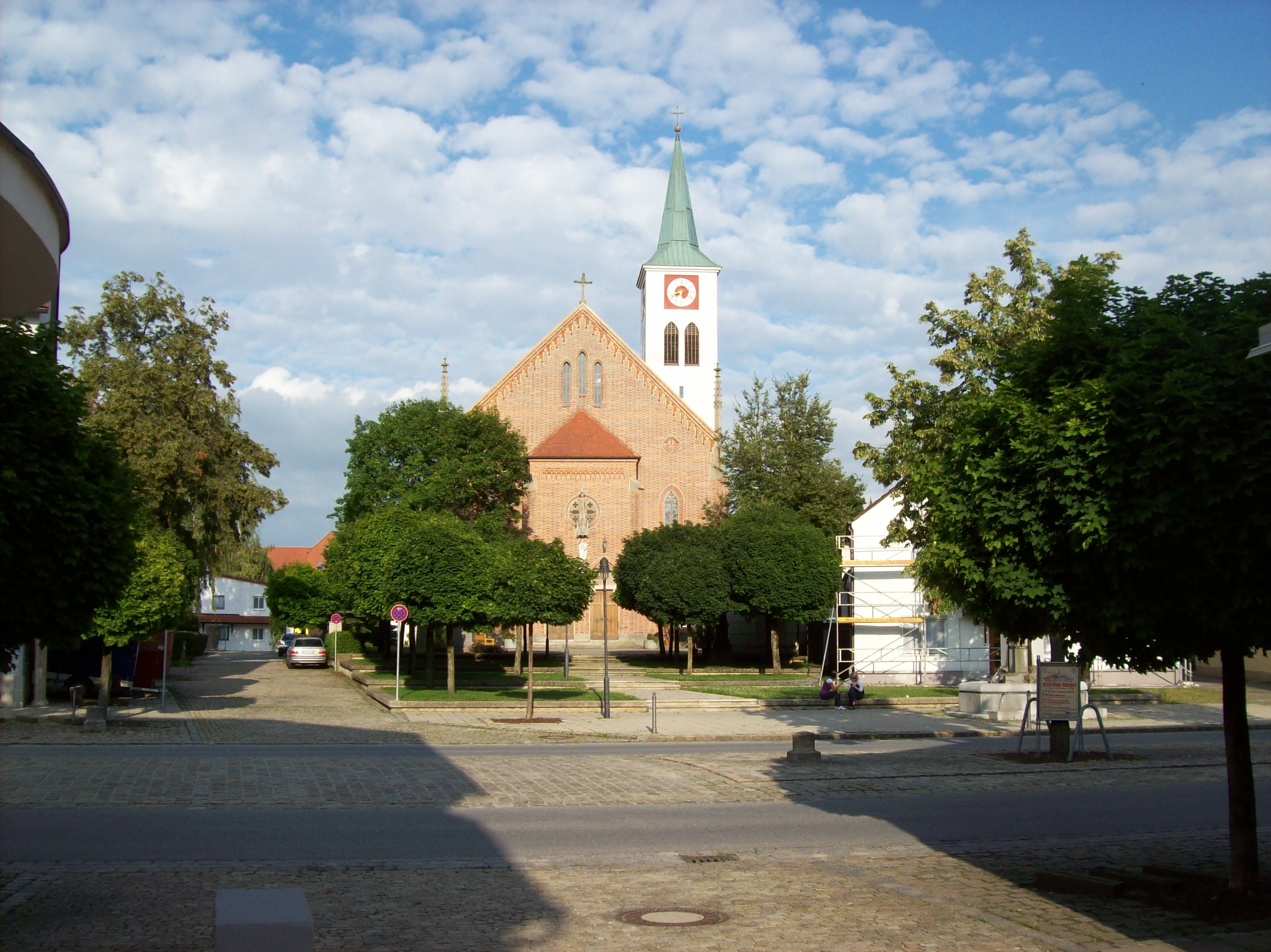
Wallersdorf

## Geschichte

### Bis zum 19. Jahrhundert
Erstmals wurde der Ort 741 als Walhinesdorf schriftlich erwähnt.
Im 12. Jahrhundert war Wallersdorf eine Hofmark unter adeliger Verwaltung, die Gerichtsbarkeit oblag dem Landesherrn. Der Ort gehörte zum Landgericht Natternberg.
1613 wurde die erste Pfarrschule errichtet, 1792 und 1860 wurden neue Schulhäuser gebaut.
Am 20. September 1849 brannten die Kirche und mehrere Häuser ab. 1859 wurde die neue Kirche geweiht.

### 20. und 21. Jahrhundert
Am 1. Januar 1902 wurde ein Teil der Gemeinde ausgegliedert und aus ihm die neue Gemeinde Lailling gebildet.
Nach dem Ende des Zweiten Weltkrieges wurde an der Straße nach Ganacker ein KZ-Friedhof angelegt, auf dem mindestens 149 jüdische Opfer von Zwangsarbeit vom KZ-Außenlager Ganacker begraben wurden. Diese Häftlinge hatten unter erbärmlichen Bedingungen Schanz- und Reparaturarbeiten auf dem dortigen Fliegerhorst zu leisten. An die Toten, die später exhumiert und teils in ihre belgische Heimat überführt und teils auf den KZ-Friedhof Flossenbürg umgebettet wurden, erinnern zwei Grabsteine.
1953 wurde Wallersdorf zum Markt erhoben und erhielt 1954 ein Wappen.

## Münzfund
1973 fand ein Privatmann beim Anlegen eines Gemüsebeetes immer wieder goldene Metallscheibchen. Als die Entdeckung der Kreisarchäologie Dingolfing-Landau gemeldet wurde, erfolgte im gleichen Jahr eine archäologische Untersuchung. Die Münzen waren auf eine Fläche von mehreren Quadratmetern zerstreut worden. Ein Fundbehälter ließ sich nicht mehr feststellen. Der Münzschatz besteht aus 365 Goldmünzen mit einem Gesamtgewicht von nicht ganz 3,0 kg. Mit Ausnahme von zwei Stücken besteht er aus unverzierten Regenbogenschüsselchen, die nur mit wenigen Stempeln geprägt worden waren. Der boische Stater mit dem Kriegermotiv wurde vielleicht als "besonderes" Stück hinzugefügt.

### Eingemeindungen
Im Zuge der Gebietsreform wurde Wallersdorf am 1. Januar 1972 deutlich vergrößert. Die bis dahin selbständigen Gemeinden Haidlfing und Haidenkofen wurden eingegliedert. Am 1. Mai 1978 schlossen sich die Gemeinde Altenbuch und Teile der aufgelösten Gemeinde Ettling an.

### Einwohnerentwicklung
Im Zeitraum 1988 bis 2018 wuchs der Markt von 5614 auf 7011 um 1397 Einwohner bzw. um 24,9 %.
- 1961: 5604 Einwohner
- 1970: 5378 Einwohner
- 1987: 5646 Einwohner
- 1991: 5887 Einwohner
- 1995: 6460 Einwohner
- 2000: 6597 Einwohner
- 2005: 6758 Einwohner
- 2010: 6739 Einwohner
- 2015: 6799 Einwohner
- 2018: 7011 Einwohner
- 2023: 7.498 Einwohner

## Politik

### Gemeinderat
Das im Diagramm dargestellte Ergebnis der Gemeinderatswahl am 15. März 2020 führte zu folgender Sitzverteilung:
- CSU: 4 Sitze
- SPD: 2 Sitze
- ödp: 1 Sitz
- FDP: 1 Sitz
- Freie Wählervereinigung (FWV): 3 Sitze
- Freie Wähler: 3 Sitze
- Gemeinschaft Engagierter Bürger (GEB): 3 Sitze
- Junge Bürger Liste (JBL): 2 Sitze
- Frauenliste (FL): 1 Sitz

### Bürgermeister
Erster Bürgermeister ist seit Mai 2020 Franz Aster (Gemeinschaft engagierter Bürger). In der Stichwahl zu den Kommunalwahlen in Bayern 2020 setzte er sich am 29. März 2020 mit 56,8 Prozent gegen Gudrun Zollner (CSU) durch.
Von Mai 2008 bis April 2020 war Ottmar Hirschbichler (CSU) erster Bürgermeister.

### Wappen
| | Blasonierung: „Gespalten von Grün und Silber; vorne ein senkrecht gestelltes silbernes Eichenblatt, hinten ein schwebender, schwarz gepanzerter, ein silbernes Schwert mit goldenem Griff haltender Arm zwischen drei, zwei zu eins gestellten, sechsstrahligen goldenen Sternen.“ |
| Wappenbegründung: Das Eichenblatt im vorderen Feld ist vom Siegel der Wiltinger zu Walchenstorff aus dem 14. Jahrhundert übernommen, die das älteste nachweisbare Ortsadelsgeschlecht sind. Das hintere Feld mit dem von Sternen begleiteten Panzerarm enthält das Wappen der Edlen von Riccabona auf Reichenfels; Karl Josef von Riccabona wirkte, bevor er zum Bischof von Passau ernannt wurde, über drei Jahrzehnte bis 1826 als Pfarrer von Wallersdorf und wurde durch die Gründung von Stiftungen zum örtlichen Wohltäter. | |

## Wirtschaft und Infrastruktur

### Wirtschaft einschließlich Land- und Forstwirtschaft
Es gab 2020 nach der amtlichen Statistik im Bereich der Land- und Forstwirtschaft 88, im produzierenden Gewerbe 424 und im Bereich Handel und Verkehr 974 sozialversicherungspflichtig Beschäftigte am Arbeitsort. In sonstigen Wirtschaftsbereichen waren am Arbeitsort 400 Personen sozialversicherungspflichtig beschäftigt. Sozialversicherungspflichtig Beschäftigte am Wohnort gab es insgesamt 3226. Im verarbeitenden Gewerbe gab es drei Betriebe, im Bauhauptgewerbe fünf Betriebe. Zudem bestanden im Jahr 2016 155 landwirtschaftliche Betriebe mit einer landwirtschaftlich genutzten Fläche von 5858 Hektar, davon waren 5289 Hektar Ackerfläche und 553 Hektar Dauergrünfläche.
Im Gemeindeteil Ettling liegt das gleichnamige Isarkraftwerk.

### Ansässige Unternehmen
- BMW Group, Teilelager Wallersdorf Werk 02.92
- Lung Lufttechnische Anlagen GmbH (Radialventilatoren und Absauganlagen)
- Josef Hochleitner KG (Bettwarenfabrik)
- Schöfer Schlosserei GmbH (Metallbearbeitung)

### Verkehr
Wallersdorf hat einen Bahnhof an der Strecke 931 (München–)Landshut–Plattling(–Passau) und zwei Autobahnausfahrten an der A 92 sowie einen Busbahnhof am Volksfestplatz im Herzen der Gemeinde. Zwischen Wallersdorf und Münchshöfen fuhr von 1926 bis Ende 1949 eine Schmalspurbahn, die Kleinbahn Wallersdorf–Münchshöfen zur Versorgung des ländlichen Gebiets.

### Bildung
Im Jahr 2018 gab es folgende Einrichtungen:
- Zwei Kindertageseinrichtungen mit 192 Plätzen
- Bischof-Riccabona-Grundschule Wallersdorf: 202 Schüler und zehn hauptamtliche Lehrkräfte (Stand: 2017/2018)[12]
- Bischof-Riccabona-Mittelschule Wallersdorf: 72 Schüler und sieben hauptamtliche Lehrkräfte (Stand: 2017/2018)[13]

## Persönlichkeiten

### Söhne und Töchter der Gemeinde
- Alois Weinzierl (1879–1959), Politiker (BVP, CSU)
- Georg Kraus (* 1938), römisch-katholischer Theologe
- Anton Fliegerbauer (1940–1972), Polizeibeamter
- Wilhelm Pevny (* 1944), Schriftsteller und Drehbuchautor
- Gerd Gigerenzer (* 1947), Psychologe
- Bernhard R. Appel (* 1950), Musikwissenschaftler

### Mit der Gemeinde verbundene Persönlichkeiten
- Karl Joseph von Riccabona (1761–1839), Pfarrer in Wallersdorf 1790–1821, Bischof von Passau 1826–1839; die heraldisch rechte Hälfte des Gemeindewappens ist dem Wappen von Riccabona entnommen